# Ліга Пердана
Ліга Пердана (малай. Liga Perdana) — найвища футбольна ліга Малайзії, що існувала з 1994 по 1997 рік, після чого була замінена на Лігу Пердана 1.

## Історія
Ліга була заснована в 1994 році, замінивши Перший дивізіон напівпрофесійної ліги і стала першою повністю професійною футбольною лігою Малайзії. Відповідно до правил ліги, всі команди повинні були зареєструвати 13 професійних, двох напівпрофесійних і лише трьох іноземних гравців, щоб грати у змаганнях.
Перший сезон розпочався 5 квітня 1994 року.
В 1998 році Ліга Пердана була реформована, коли ліга була розділена на два дивізіони — Ліга Пердана 1 і Ліга Пердана 2.

## Переможці
Для перегляду списку усіх чемпіонів Малайзії див. статтю Список чемпіонів Малайзії з футболу.
| Рік  | Чемпіон  | 2-е місце | 3-е місце      |
| ---- | -------- | --------- | -------------- |
| 1994 | Сингапур | Кедах     | Саравак        |
| 1995 | Паханг   | Селангор  | Саравак        |
| 1996 | Сабах    | Кедах     | Негрі-Сембілан |
| 1997 | Саравак  | Кедах     | Сабах          |